# 超!A&G+ライブラリー「ホンバン。」
超!A&G+ライブラリー「ホンバン。」は2009年10月6日から2011年9月20日まで超!A&G+で放送された簡易動画放送アニラジ番組。

## 番組概要
漫画や雑誌などの「書籍」を取り上げ、本の紹介コーナーを中心に、漫画雑誌を題材にしたネタコーナー、お悩み相談コーナーなどを放送する
放送時間
- 2009年10月6日 - 2011年9月20日

隔週 火曜日23:00 - 24:00（リピート放送　水曜日 11:00 - 12:00）
パーソナリティ
- 後藤邑子
- 堀内賢雄

## コーナー
- 本紹介コーナー（いずれか1コーナーを放送）
  - おとなの推薦図書

パーソナリティの2人が大人にも読んでほしい推薦図書（主に漫画）を紹介する。
基本的にパーソナリティが読んだ事がない漫画が選ばれる事が多いが、稀にリスナーのリクエストやパーソナリティが推薦した漫画が紹介される。
事前にパーソナリティはその漫画の1巻をスタッフに渡されて予習しているが、後藤は収録時には「全巻揃えました」と発言する事がある。
  - スポマンReview（第3回 2009年11月3日 - ）

お勧めのスポーツ漫画を紹介する。
実質「おとなの推薦図書」のスポーツ漫画版的な扱いとなっている。
- 行列の出来る言い訳相談所

「声優界一のイイワケキング」といわれる堀内に、リスナーから寄せられた失敗をフォローする言い訳を考えてもらう。
パーソナリティのフリートークが長すぎて縮小される事もある。後期の頃はフリートークの中でメールが読まれるなど殆どコーナーが消滅していた。
- ホンバン。調査（第43回 2011年5月10日 - ）

リスナーに書籍に関するアンケート調査に答えてもらい、その結果を発表する
ホンバン。フォーカスの後継コーナーであり、第42回では堀内編集長が新たに雑誌を立ち上げるという説明だったが、実際のコーナーにゴトウ田ユウコと編集長は登場しなくなった。
- 緊急特別会議!賢雄プロデュース企画（第27回 2010年10月5日 - ）

後藤が番組グッズのブックカバーのイラストを描いた事に触発された堀内が「自分も番組グッズを考える」と発言した事から始まったコーナー。堀内と後藤が新番組グッズについての提案を行ったが、結局番組終了までに新番組グッズは発売されなかった。

### 過去のコーナー
- ホンバン。コミック編集会議( - 第11回 2010年2月23日)

後藤扮する売れない漫画家ゴトウ田ユウコを救うべく、ゴトウ田が考えるストーリーの今後の展開案をリスナーに考えてもらう。
本ラジオのコーナーの内、休止する事無く毎回取り上げられていた唯一のコーナーである（後継コーナーである「ホンバン。フォーカス」は第13回で休止している）。
今後の展開案のテーマを発表する際にスタッフが描いたイラストが登場する（スタッフに代わってパーソナリティが描いたり、リスナーがテーマを元にイラストを送った事もあった）。
- ホンバン。フォーカス（第12回 2010年3月9日 - 第42回2011年5月3日）

リスナーから寄せられた、テーマに合った「スクープ写真」を紹介する。
テーマに合った写真は数回に渡って募集し、最終的にはラジオ内で紹介された写真の中から「最優秀賞」が選ばれる。
ホンバン。コミック編集会議の後継コーナーであり、漫画家からカメラマンに転職する事になったゴトウ田ユウコが集めてきたスクープ写真という形式を取っている。

## エピソード
- 毎回2人のトークが盛り上がりすぎて、コーナーが飛ぶことがある。また、収録前に1時間ほど後藤と堀内は雑談をしていると発言している。
- 第2回(2009年10月20日)放送分で初めて行った「大人の推薦図書」のコーナーでは、後藤が「北斗の拳」のストーリーについて堀内に熱く語ったが、堀内に「映画に出てたから言われなくても内容は知っているよ」と突っ込まれた。
- 一時期、毎回冒頭で堀内が「タッチ」を読んだかどうかという話題になり、その度に堀内は「次回までに読む」と宣言していた。第19回でようやくスタッフに渡された分を読破した事を冒頭で発表した。
- ホンバン。フォーカスのコーナーでは堀内演じる編集長のキャラがブレているとほぼ毎回後藤に指摘されている。
- 堀内がWikipediaにおける自身の記事について触れた事がある。
- 第18回(2010年6月1日)の収録は喉の手術により療養していた後藤の復帰後初仕事となった（そのため、「賢雄さんと会うのが2ヶ月振り」と後藤が発言している）。第17回までの放送は後藤の入院前に収録していたため、それまでの回の感想メールや後藤の入院に関するメールが第18回でまとめて読まれる事になった。
- 本ラジオ初のグッズとしてブックカバーが発売されたが、このイラストは後藤が入院中に作成したものである。
- 後藤は他番組のゲスト出演した際に本ラジオの宣伝を行わなかった事を度々指摘されている。なお、声優DOに後藤がゲスト出演した際は台本に本ラジオの宣伝が書かれていたとのこと。
- ラジオ内でマンガ大賞の特集を行った際、後藤が「私も審査員になりたい」と発言したところ、リスナーからマンガ大賞の発起人である吉田尚記の元にその事が伝えられた。その後、後藤は実際に第5回マンガ大賞選考委員になっている。

## ゲスト
- 第1回（2009年10月6日）：小杉十郎太、野中藍(「酒バラ」収録後に飛び入り)
- 第13回（2010年3月23日）：水原薫
- 第18回（2010年6月1日）：魔夜峰央
- 第19回（2010年6月15日）：あさのますみ
- 第49回（2011年8月9日）：矢島晶子